# Jump in the Line
Pour les articles homonymes, voir Jump.
Clip vidéo
[vidéo] « Lord Kitchener - Jump In The Line », sur YouTube
[vidéo] « Harry Belafonte - Jump in the Line », sur YouTube
Jump in the Line (Shake, Señora) (Remue les lignes de ton corps Señora, en anglais) est une chanson  calypso des Caraïbes de l'auteur-compositeur-interprète trinidadien Lord Kitchener, enregistrée en 1946. Elle est reprise avec un succès international en particulier par la chanteur américain d'origine jamaïcaine Harry Belafonte, pour son album Jump Up Calypso (en) de 1961,,. 

## Histoire
Lord Kitchener (1922-2000) est considéré comme un des plus célèbres chanteurs de calypso de la musique tropicale des Caraïbes. Il devient populaire dans son île de Trinidad, avec son groupe Steel Band Chorus Boys, pendant la Seconde Guerre mondiale, puis remporte avec ce tube le concours Carnival Road March (en) du Carnaval de Trinité-et-Tobago 1946, avant de partir avec succès en tournée aux États-Unis, et de devenir une figure internationale du calypso « Shake, shake, shake, Senora, shake your body line, remue, remue, remue, Senora, remue les lignes de ton corps, work, work, work, Senora, work your body line, travaille, travaille, travaille, Senora, travaille la ligne de ton corps, le nom de ma copine est Senora, je vous le dis mes amis, je l'adore, et quand elle danse, oh frère, c’est un ouragan par tous les temps, vous pouvez parler de cha cha, tango, valse, ou de rumba, la danse de Senora a plus de style, Senora danse le calypso, de gauche à droite sur le tempo... ».

## Reprises et adaptions
Ce tube calypso de Trinidad est repris par de nombreux interprètes locaux et internationaux, dont Woody Herman (1952), Lord Invader (1955), Lord Flea (en) (1958), Donovan, Harry Belafonte (album Jump Up Calypso (en), 1961), Karl Zéro & The Wailers (album HiFi Calypso (en), 2004)...

## Cinéma, musique de film
- 1988 : Beetlejuice, de Tim Burton, à la fin du film.
- 1998 : Baseketball, de David Zucker.
- 2008 : Le Secret de la Petite Sirène, de Walt Disney Pictures.
- 2012 : Journal d'un dégonflé : Rodrick fait sa loi, de David Bowers.
- 2014 : Paddington 2, de Paul King.